# コウズケヤ
株式会社コウズケヤは、長野県上田市中央2-12-12に本社を置く主に医薬品・医療機器の卸売りを扱う企業であった。現在は、共創未来グループの一社「東邦薬品」。

## 概要
- 代表取締役社長　斉藤諄一
- 社員　36名

## 沿革
- 昭和31年4月　 組合員数32社にて「長野県医薬品卸協同組合・理事長　角間覚兵衛」設立　斉藤佐兵衛が支部長に就任
- 昭和51年4月　「株式会社コウズケヤ薬局」卸部門を「東邦薬品」に譲渡「上田支店」として発足